# Cryptopimpla kerzhneri
Cryptopimpla kerzhneri là một loài tò vò trong họ Ichneumonidae.